# Котовка (Свердловский район)
Котовка — деревня в Свердловском районе Орловской области. Административный центр Котовского сельского поселения

## География
примыкает к восточной окраине райцентра — посёлка городского типа Змиёвка. Уличная сеть представлена одним объектом: ул. Заводская. Через деревню проходит ул. Южная посёлка Змиёвка.
Расположена в километре от административного центра — посёлка городского типа Змиёвка и в примерно 45 км до областного центра — города Орёл.

## Население
| 2002 | 2010 |
| ---- | ---- |
| 363  | ↗367 |

## Транспорт
Автовокзал Змиёвка, находится в примерно 300 метрах к северу от деревни.
Железнодорожная станция Змиёвка.